# 顾锦心
顾锦心（1918年—1999年），又名顾铎，女，浙江慈溪人，生于上海，中华人民共和国政治人物，曾任中国红十字会副会长，第五、六届全国政协委员。